# کپک سیاه سنجاقی
کپک سیاه سنجاقی(نام علمی: Mucor) نام یک سرده از تیره سنجاقی‌کپکان است.